# Keammar Daley
Keammar Rudolph Daley, né le 18 février 1988, est un footballeur international jamaïcain.

## Carrière
En 2004, Daley commence à jouer pour le Meadhaven United, évoluant en seconde division. Il commence à se faire remarquer lors de la saison 2008-2009, année où le club est promu en première division, où il remporte le titre de meilleur jeune joueur du championnat, après avoir marqué dix buts. La même année, il remporte le titre de meilleur joueur du championnat des moins de 21 ans. 
En sélection, il débute dans les équipes espoirs en 2006 avant d'intégrer l'équipe nationale jamaïcaine en 2008 lors d'un match amical contre Salvador. Daley inscrit son premier international contre le Panama en 2009. En 2010, il remporte la Coupe caribéenne des nations 2010 avec la Jamaïque et participe à la Gold Cup 2011 l'année suivante.
Daley signe avec le Preston North End le 31 août 2011, pour une durée de deux ans. Il joue son premier match en Angleterre lors d'un match de coupe d'Angleterre face à Southampton. Néanmoins, Keammar Daley fait surtout office de remplaçant et joue peu avec Preston. Il retourne en Jamaïque en 2013 avec son ancien club  du Tivoli Gardens, qu'il avait fréquenter avant de partir en Angleterre.

## Palmarès
- Vainqueur de la Coupe caribéenne des nations 2010 avec la Jamaïque
- Champion de Jamaïque en 2011 avec Tivoli Gardens
- Vainqueur de la Coupe de Jamaïque en 2011 avec Tivoli Gardens
- Champion de Jamaïque D2 en 2008 avec Meadhaven United
- Élu meilleur jeune joueur du championnat lors de la saison 2008-2009 avec Meadhaven United